# Tranvia di Gmunden
La tranvia di Gmunden è la linea tranviaria che serve la cittadina austriaca di Gmunden, gestita dalla Stern & Hafferl) e composta da una sola linea e 13 stazioni: Bahnhof (stazione ÖBB); Grüner Wald; Gmundner Keramik; Rosenkranz; Tennisplatz; Kuferzeile; Bezirkshauptmannschaft; Korso (in costruzione); Franz-Josef-Platz; Postgebäude (in costruzione); Rathausplatz (in costruzione); Klosterplatz (in costruzione) e Seebahnhof (in costruzione).